# Томск Авиа
ООО «Томск Авиа» — региональная авиакомпания, выполнявшая рейсы по Томской области и в соседние регионы. Учредителями являлись ООО "АВС «Томск Авиа» и ООО «ПромАвиаСервис» с долей участия 60 % и 40 %, соответственно.
Базовым аэропортом компании являлся аэропорт Богашёво, расположенный в 15 км к юго-востоку от Томска.
В июле 2015 года сертификат эксплуатанта был аннулирован; компания прекратила работу и совершила последний рейс.

## История
История компании начинается с 1932 года — даты первых полетов в Колпашево.
В 1970-х годах Томское авиапредприятие одним из первых в Сибири получило в эксплуатацию самолёты Ту-154.
В августе 1998 года Томское государственное авиапредприятие начало сдавать в аренду авиакомпании «Сибирь» три самолёта Ту-154Б.
В мае 1999 года авиакомпания начала сдавать в аренду «Сибири» дополнительно самолёт Ту-154М.
В 1999 году начались подготовительные работы по присоединению к Томскому авиапредприятию новосибирского. Имущественный комплекс ФГУП «Новосибирск Авиа» должен был быть передан на баланс ФГУП «Томскавиа» в 2004 году, однако этого не произошло, поскольку «Томскавиа» потеряло интерес к новосибирскому аэропорту Северный и лётному парку обанкротившегося предприятия.
18 августа 2001 года во время тренировочного полёта погиб заместитель генерального директора «Томскавиа» и генеральный директор «Новосибирск Авиа» Александр Флейшер, который активно продвигал идею объединения двух компаний.
В 2004 году ФГУП «Томскавиа» было акционировано, 100 % акций принадлежали Министерству имущественных отношений РФ (c 2008 — ФАУГИ).
7 июля 2006 года из ОАО «Томск Авиа» было выделено ООО «Авиакомпания „Томск Авиа“». Директором ООО «Авиакомпания „Томск Авиа“» решением совета учредителей назначен Владимир Владимирович Щербаков. ООО "Авиакомпания «Томск Авиа» состоит из трёх отделов: Стрежевской, Колпашевский и Томский.
6 июня 2011 года в должность директора ООО «Авиакомпания „Томск Авиа“» вступил Марьенкин Виктор Васильевич.
Приказом Росавиации от 17.04.2015 № 214 О приостановлении действия сертификата эксплуатанта № 494 ООО "Авиакомпания «Томск Авиа» приостанавливает свою деятельность. 17 июля 2015 года сертификат эксплуатанта № 494 аннулирован.

## Флот
- Ан-24РВ — 6 самолётов.
- Ан-26 — 2 самолёта.
- Ми-8 — 20 вертолётов.
- Cessna 208B — 3 самолёта.

## Аэродромный комплекс
- Аэропорт Богашёво (Томск)
- Аэропорт Стрежевой
- Аэропорт Пионерный